# 工資鐵律
工資鐵律，又译铁的工资规律，是一條關於勞動市場的經濟學定律，它聲稱實物工資處於長期將永遠傾向接近於僅可維持工人生活所需的最低工資額，因此這理論也稱爲工資的最低生存說。這個理論由19世紀中德國的工人運動活動家斐迪南·拉薩爾命名，理論的文獻記載最早見於英國經濟學家托馬斯·馬爾薩斯的著作《人口論》和李嘉圖的《政治經濟學及賦稅原理》。
根據拉薩爾的觀點，工資不可能下降至可供生存的水平以下，因爲勞動者不能在未滿足生存所需的情況下工作。勞動者之間的就業競爭會驅使工資水平下滑至僅能糊口的最低水平。這觀點建基於馬爾薩斯的人口論，按照馬爾薩斯所言：人口數量的增加發生於整體勞動者工資高於“生存工資額”之上，並且工資下跌時人口就停止增加，甚至減少。假設對勞動的需求是一個已知的實物工資率的單調遞減函數，於是馬爾薩斯預測勞動市場長期的均衡，即是勞動（古典政治經濟學家通常暗示勞動者等同總人口）的供給將在最低的生存工資額等於勞動的需求。造成這種均衡背後的原因是較高的工資會令到勞動的供給相對需求增加，從而創造超額供給抑制市場實物工資水平；倘若工資較低，勞動供給下降便增加市場實物工資水平。這種市場的“作用力”創造一個動態收斂使“生存工資額”和固定人口互相均衡。
一如李嘉圖所意識到工資鐵律理論的結構性問題，只要新投資、新科技或者其他因素導致勞動的需求以快於人口增長的速度增加，這個依靠馬爾薩斯人口論的推導不會發生——在這情況，實物工資和人口兩者都將同時隨時間增加。人口結構轉型（工業化國家人口由高出生率及死亡率過渡到低出生率和死亡率）改變大部分已發展國家的這種動態變化，所以工資遠高於生存額度。即使某些國家仍然有快速的人口擴張，對技術性勞工的強烈需求導致工資率快於人口增長。

## 斐迪南·拉薩爾
亞歷山大·格雷認爲斐迪南·拉薩爾對“工資鐵律”這個名稱“擁有發明的榮譽”，因爲拉薩爾在個人發表的著作中曾經明確寫出“das eherne und grausame Gesez”（鐵和殘酷的定律）。

## 李嘉圖
工資鐵律或工資最低生存說的實質内容出現在經濟學的時間遠早於拉薩爾評論之時，例如Antonella Stirati轉引自熊彼特的意見，後者認爲“鐵律”的概念出自安·罗伯特·雅克·杜阁。一些經濟學家（例如約翰·加爾布雷斯）把這個理論歸功於李嘉圖，他在馬爾薩斯的人口論上構建工資最低生存說。Terry Peach指出不同的經濟學家解釋李嘉圖的工資概念時立場上存有分歧，這些經濟學家包括：Haney（1924年），約翰·希克斯（1973年），弗蘭克·奈特（1935年），Ramsay（1836年），喬治·斯蒂格勒（1952年）和保羅·薩繆爾森（1979年）。
Antonella Stirati認爲工資鐵律並不全是馬爾薩斯一人的理論產物，她認爲李嘉圖可分一杯羹，因爲李嘉圖較馬爾薩斯更接近地持有關於人口特徵相對靈活的觀點。李嘉圖分辨出自然價格和市場價格，對他來説勞動的自然價格就是維持勞動者工作的成本。儘管如此，李嘉圖堅信勞動的市場價格或者實際支付的工資可以無限地超過最低生存水平，因爲經濟趨勢的抵消：
|  | 儘管工資傾向於符合其自然率，然而在不斷改良的社會裏，工資的市場率可能無限期地持續高於自然率，其原因是新增資本推動新的勞動需求之後，馬上又有一筆新增資本會產生同樣的影響，因此如果這些新增資本是逐步並持續的，勞動需求就會持續刺激人口的增長。 |

再者，李嘉圖不止相信勞動的市場價格能夠長期超越最低生存水平或者自然工資率，而且他認爲自然工資不是決定勞動者的生存，勞動者的生存應該取決於“風俗習慣”：
|  | 勞動的自然價格即使用食物和必需品來估價，也不能將其理解為是絕對固定不變的。它在同一國家的不同時期會有變化，在不同的國家差別就更大。這主要依賴人們的風俗習慣。如果一個英國勞動者的工資只能使他買得起土豆，只能讓他住在土屋裏，他就會認爲其工資低於工資自然率，不足以供養他的家庭。而在那些“人命賤”（'man's life is cheap'）和人的需要容易滿足的國家裏，以這些微薄的自然需求往往被看成是足夠的了。現在英國農家享用的許多生活必需品在我國歷史較早時起一定被看成是奢侈品。 |

## 批評

### 主流經濟學家的批評
拉薩爾的工資最低生存說所預測工人階級的下場已經被經濟增長證明並不可信，儘管工資最低生存說最早見於李嘉圖和馬爾薩斯。關於人口結構轉型方面，富裕社會的人口增長對工人的實際收入和工資產生作用使其下降的功能，即人口的增加雖然會壓抑工資水平，但不至於使工人僅能過活，因此馬爾薩斯的人口論被顛覆而不適用於現代的經濟環境。經濟學家從此摒棄了工資鐵律。效率工資假說也可以用來解釋為何這個現象沒有發生。

### 社會主義者的批評
社會主義者對拉薩爾和所謂的工資鐵律的意見傾向負面，例如卡爾·馬克思便是一例。他爭論道即使工資存在下降到生存水平的趨勢，但同時也存在一個工資向上升的趨勢。馬克思批評以馬爾薩斯主義為理論基礎的工資鐵律。根據馬爾薩斯所云，人類注定要生活於貧困中，因爲生產能力的增加導致人口的膨脹。馬克思批評拉薩爾誤解了李嘉圖的原意，馬克思還指出他認爲“現代政治經濟學”的基礎只需要像勞動價值理論所述那般：工資是一個已知的數量。他褒獎重農主義者而輕視拉薩爾。